# Озденіж
Оздéніж — село в Україні, у Луцькому районі Волинської області. Входить до складу Луцької міської громади. Населення становить 189 осіб.

## Географія
Селом протікає річка Серна.

## Історія
У 1906 році село Щуринської волості Луцького повіту Волинської губернії. Відстань від повітового міста 14 верст, від волості 25. Дворів 80, мешканців 465.
12 червня 2020 року, згідно з розпорядженням Кабінету Міністрів України  № 708-р, село увійшло до складу Луцької міської громади.

## Населення
Згідно з переписом УРСР 1989 року чисельність наявного населення села становила 253 особи, з яких 104 чоловіки та 149 жінок.
За переписом населення України 2001 року в селі мешкало 189 осіб.

### Мова
Розподіл населення за рідною мовою за даними перепису 2001 року:
| Мова       | Відсоток |
| ---------- | -------- |
| українська | 99,47 %  |
| білоруська | 0,53 %   |

## Персоналії
- Волосовець Леонід — лицар Бронзового хреста заслуги УПА.
- Савира Олександр — керівник Луцького окружного проводу ОУН.